# Panda Dub
Pierre-Marie Neyrand, més conegut amb el nom artístic de Panda Dub, és un músic, productor i beatmaker francès originari de Lió.
Panda Dub és un músic autodidacte influït per la música house, trap, l'UK bass i la música de l'Índia. Télérama l'ha considerat el «nou cap de proa de l'escena dub independent», mentre que Le Dauphiné libéré el va descriure com «un dels talents més fiables de l'escena dub francesa».

## Trajectòria
De jove, Neyrand va fer classes de piano i va tocar el baix en un grup de heavy metal format amb amics de la universitat. Quan la seva germana li va presentar els membres del grup High Tone va començar a escoltar altres bandes de l'escena dub lionesa, com Kaly Live Dub i Le Peuple de l'herbe.
A partir de 2004 va començar a compondre música amb el seu ordinador i va adoptar el nom artístic de Panda Dub per a publicar les seves primeres composicions i fer el seu primer concert el 2008. Ha publicat sis àlbums amb el segell discogràfic ODGProd, els quals estan disponibles en descàrrega gratuïta.

## Discografia
- Born 2 Dub (2005)
- Bamboo Roots (2007)
- Antilogy (2011)
- Psychotic Symphony (2013)
- The Lost Ship (2015)
- Shapes and Shadows (2017)[9]
- Horizons (2019)[10]